# Phát quang
Phát quang hay phát sáng lạnh là sự phát xạ tự phát ra ánh sáng của một chất mà không gắn với một quá trình nhiệt. Nó còn được gọi là bức xạ của vật thể lạnh, và phát ra "ánh sáng lạnh".
Bức xạ có thể được gây ra bởi các phản ứng hóa học, năng lượng điện, chuyển động hạ nguyên tử hoặc ứng suất trên tinh thể. Điều này phân biệt sự phát quang với sợi đốt, là ánh sáng do một chất phát ra do quá trình đốt nóng và phổ phát xạ có liên quan chặt chẽ với nhiệt độ màu. Trong lịch sử, phóng xạ từng được coi là một dạng "phát quang vô tuyến", song ngày nay nó được coi là dạng riêng biệt vì nó liên quan nhiều hơn đến bức xạ điện từ.
Thuật ngữ Phát quang (luminescence) được Q. C. Lum đưa ra năm 1888: 'Đối với loại kích thích ánh sáng thứ hai này, mà chúng tôi chưa có tên gọi nhất quán, tôi muốn đề xuất tên "phát quang" (luminescence) và gọi "phát quang" (luminescing) [bất kỳ] vật thể nào phát sáng theo cách này'.

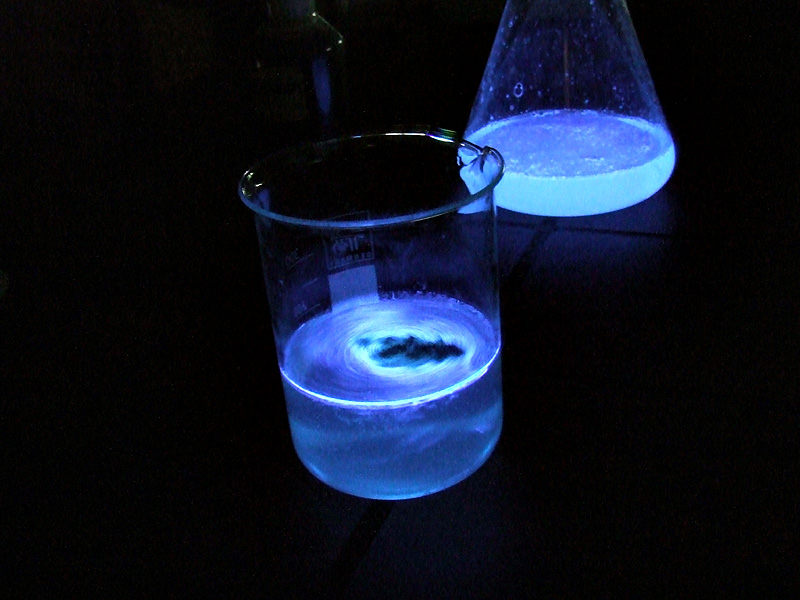
Luminol và hemoglobin phát sáng hóa học
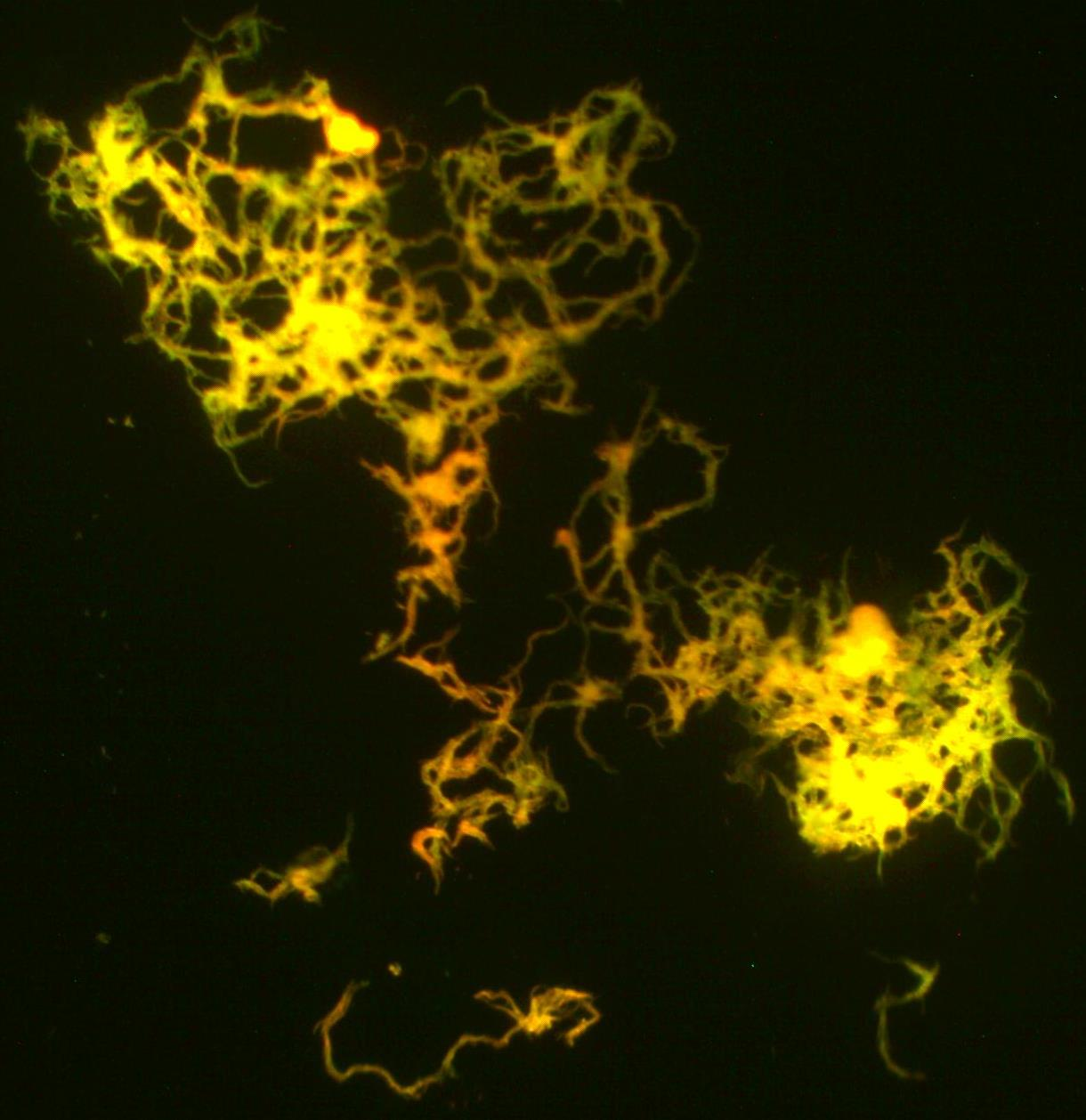
Phát quang UV trong chẩn đoán vi sinh
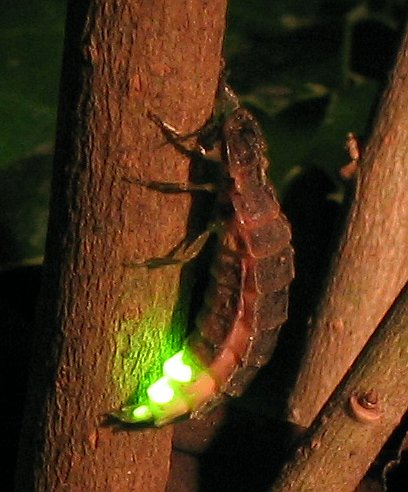
Đom đóm cái, Lampyris noctiluca

Phát sáng lạnh được ứng dụng tạo ánh sáng yếu trong các chi tiết cần hiển thị lúc tối cho các dụng cụ đo đạc, như mặt số, kim chỉ, thang đo và các dấu hiệu của dụng cụ hàng không và hàng hải, của đồng hồ treo tường hay đeo tay,... Các dấu hiệu này được phủ bằng vật liệu phát quang để phát sáng nhờ nguồn năng lượng yếu.
Phát quang sinh học và Lân quang (Phosphorescence)  là các trường hợp riêng của phát sáng lạnh.